# جون کیم
جون هیون کیم (انگلیسی: Joon Kim) دادستان ایالات متحده در منطقه جنوبی نیویورک است. وی در ژوئیه ۲۰۱۴ رئیس بخش جنایی بود و سپس در ژوئیه ۲۰۱۵ به عنوان جانشین دادستانی آمریکا در ایالت جنوبی نیویورک ترفیع گرفت. از آوریل ۲۰۱۳ تا ژوئیه ۲۰۱۴، کیم مشاور اصلی دادستانی ایالات متحده بود.

## آموزش و حرفه اولیه
کیم در سال ۱۹۸۹ از آکادمی فیلیپس اکسیتر فارغ‌التحصیل شد؛ در سال ۱۹۹۳ فارغ‌التحصیل انجمن فی بتا کاپا از دانشگاه استنفورد شد و در سال ۱۹۹۶ با مدرک لیسانس از مدرسه حقوق هاروارد فارغ‌التحصیل شد. کیم جون بعد از مدرسه حقوق بعنوان کارمند دفتردار برای میریام گلدمن سیدربام از منطقه جنوبی نیویورک کار می‌کرد.